# Utetheisa
Utetheisa és un gènere de papallones nocturnes de la subfamília Arctiinae i la família Erebidae.

## Descripció
Les larves de moltes espècies d'Utetheisa s'alimenten de Crotalaria, d'on agafen un alcaloide tòxic que empren per protegir-se dels depredadors.
Els adults solen tenir coloració aposemàtica brillant i contenen alcaloides tòxics, que s'utilitzen com a defensa química i també s'incorporen a les feromones sexuals dels mascles.

## Taxonomia
Els membres dels subgèneres Pitasila, Atasca i Raanya havien estat anteriorment inclosos en el gènere Nyctemera. 
Utetheisa és col·locada en la subtribu Callimorphina o en la Nyctemerina; actualment alguns tractats fusionen ambdues subtribus.
Utetheisa és monofilètica.
Les espècies d' Utetheisa inclouen:
SubgènereUtetheisa
- Utetheisa amhara Jordan, 1939
- Utetheisa antennata Swinhoe, 1893
- Utetheisa clareae Robinson, 1971
- Utetheisa connerorum
- Utetheisa cruentata (Butler, 1881)
- Utetheisa devriesi Hayes, 1975
- Utetheisa diva (Mabille, 1879)
- Utetheisa elata (Fabricius, 1798)
  - Utetheisa elata fatela Jordan, 1939
  - Utetheisa elata fatua Heyn, 1906
- Utetheisa galapagensis
- Utetheisa henrii
- Utetheisa lactea (Butler, 1884)
  - Utetheisa lactea aldabrensis Fletcher, 1910
- Utetheisa lotrix
- Utetheisa maddisoni Robinson & Robinson, 1980
- Utetheisa ornatrix
- Utetheisa pectinata
- Utetheisa perryi Hayes, 1975
- Utetheisa pulchella
- Utetheisa pulchelloides (syn: Utetheisa dorsifumata Prout, 1920)
- Utetheisa salomonis
- Utetheisa semara Moore, 1860
- Utetheisa sumatrana Rothschild, 1910

Subgènere Atasca
- Utetheisa aegrotum (Swinhoe, 1892)
- Utetheisa albilinea de Vos, 2007
- Utetheisa amboina de Vos, 2007
- Utetheisa amosa (Swinhoe, 1903)
- Utetheisa ampatica de Vos, 2007
- Utetheisa aruensis de Vos, 2007
- Utetheisa bouruana (Swinhoe, 1917)
- Utetheisa ceramensis de Vos, 2007
- Utetheisa externa (Swinhoe, 1917)
- Utetheisa frosti (Prout, 1918)
- Utetheisa pellex (Linnaeus, 1758)
- Utetheisa separata (Walker, 1864)
- Utetheisa watubela de Vos, 2007

Subgènere Raanya
- Utetheisa albipuncta (Druce, 1888)
  - Utetheisa albipuncta zoilides (Prout, 1920)

Subgènere Pitasila
- Utetheisa assamica de Vos, 2007
- Utetheisa abraxoides (Walker, 1862)
- Utetheisa balinensis de Vos, 2007
- Utetheisa disrupta (Butler, 1887)
  - Utetheisa disrupta burica (Holland, 1900)
- Utetheisa distincta (Swinhoe, 1903) (syn: Utetheisa sangira (Swinhoe, 1903))
- Utetheisa inconstans (Butler, 1880) (syn: Utetheisa okinawensis (Inoue, 1982))
- Utetheisa flavothoracica de Vos, 2007
- Utetheisa fractifascia (Wileman, 1911)
- Utetheisa guttulosa (Walker, 1864)
- Utetheisa latifascia (Hopffer, 1874)
- Utetheisa leucospilota (Moore, 1877)
- Utetheisa limbata (Roepke, 1949)
- Utetheisa mendax de Vos, 2007
- Utetheisa nivea de Vos, 2007
- Utetheisa pala (Röber, 1891)
- Utetheisa selecta (Walker, 1854)
- Utetheisa specularis (Walker, 1856) (syn: Utetheisa macklotti (Vollenhoven, 1863))
  - Utetheisa specularis extendens de Vos, 2007
  - Utetheisa specularis oroya (Swinhoe, 1903)
- Utetheisa timorensis (Roepke, 1954)
- Utetheisa transiens (Jurriaanse et Lindemans, 1919)
- Utetheisa vandenberghi (Nieuwenhuis, 1948)
- Utetheisa varians (Walker, 1854)
- Utetheisa variolosa (Felder & Rogenhofer, [1869] 1874)
- Utetheisa vollenhovii (Snellen, 1890)
- Utetheisa witti de Vos, 2007
- Utetheisa ypsilon de Vos, 2007

## Galeria

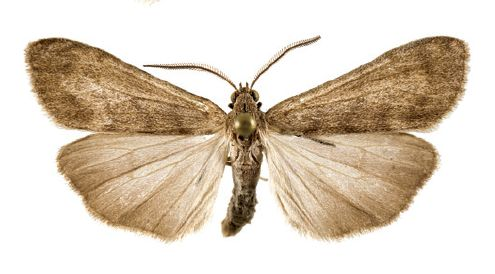
Utetheisa connerorum
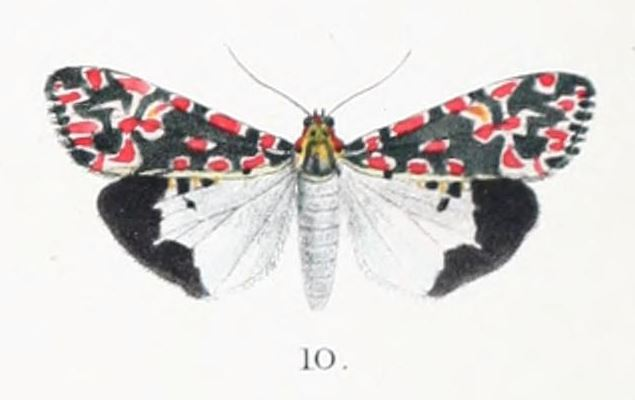
Utetheisa cruentata
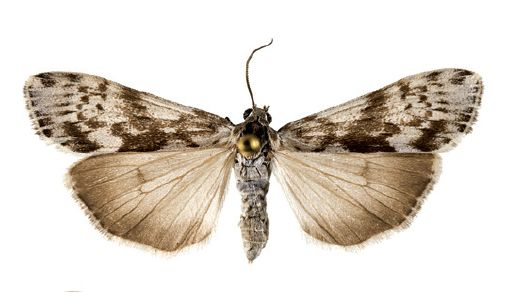
Utetheisa galapagensis
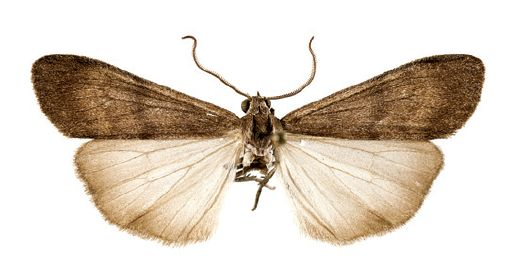
Utetheisa henrii
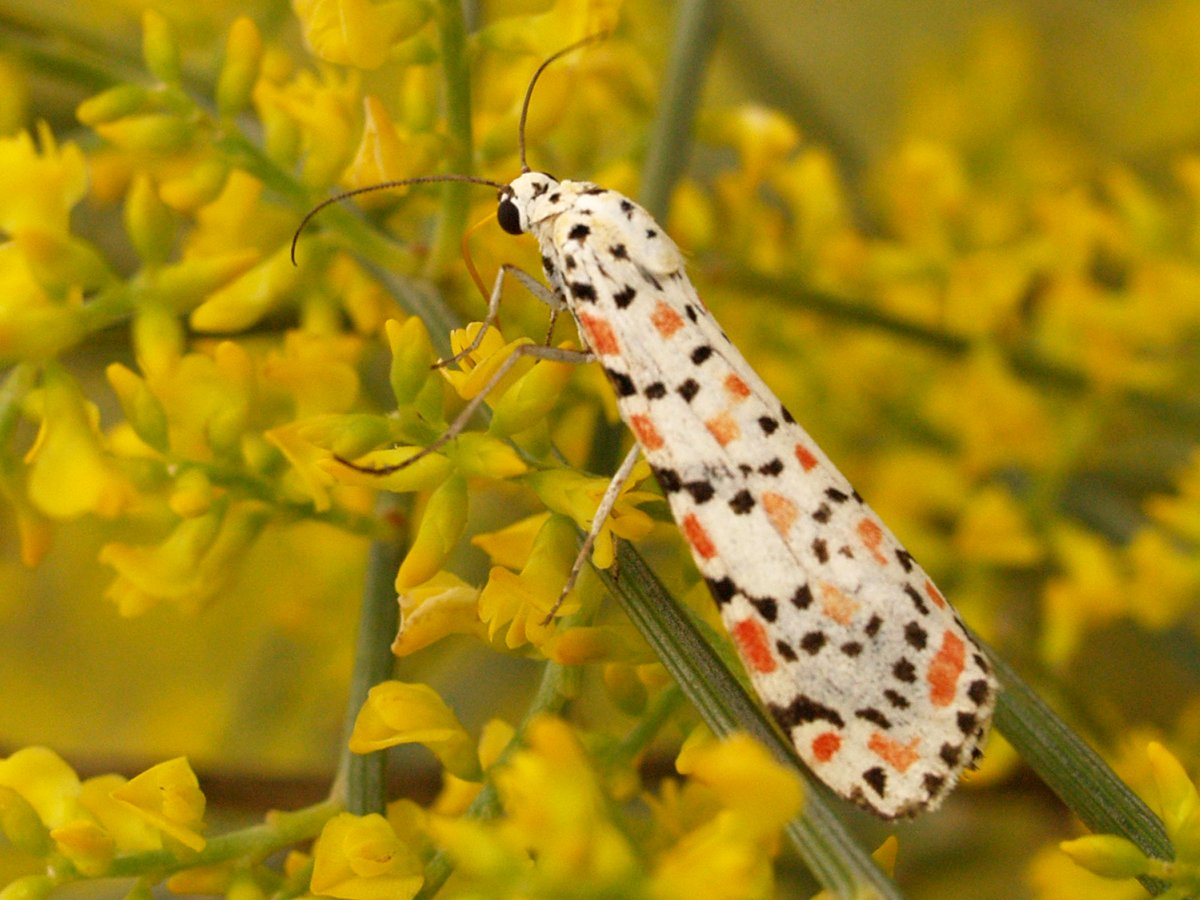
Utetheisa pulchella
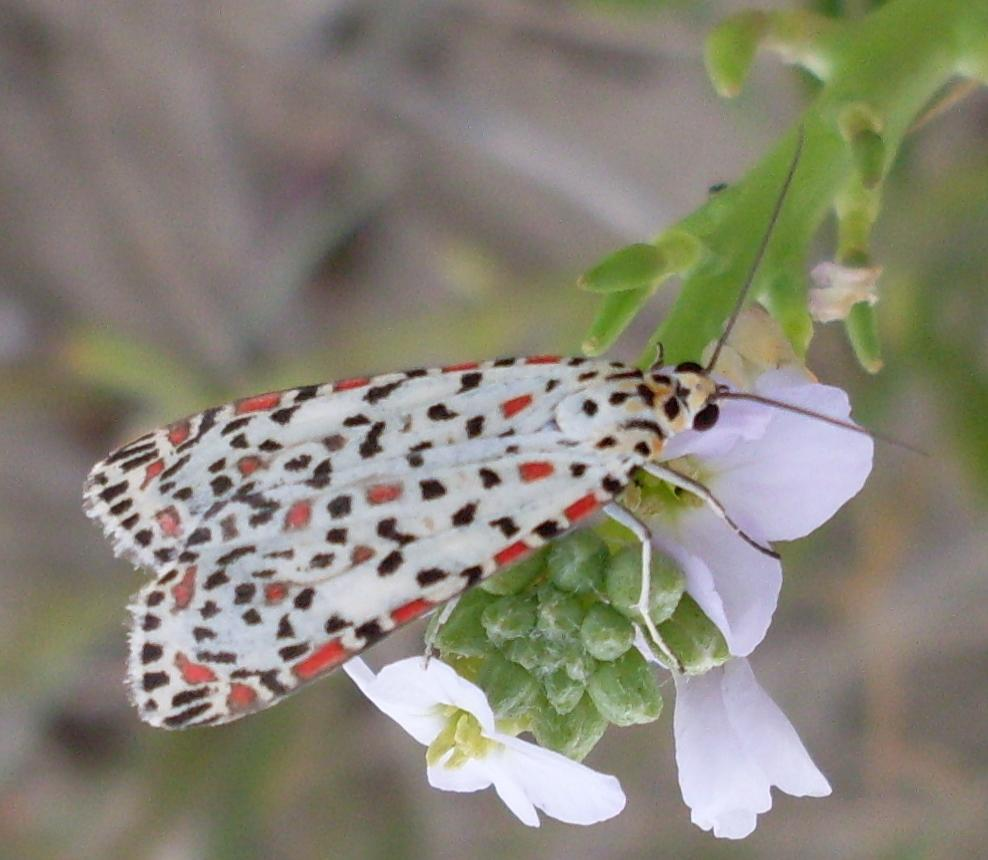
Utetheisa pulchelloides
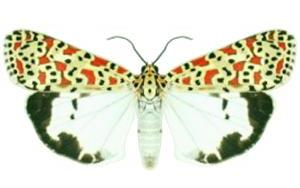
Utetheisa lotrix
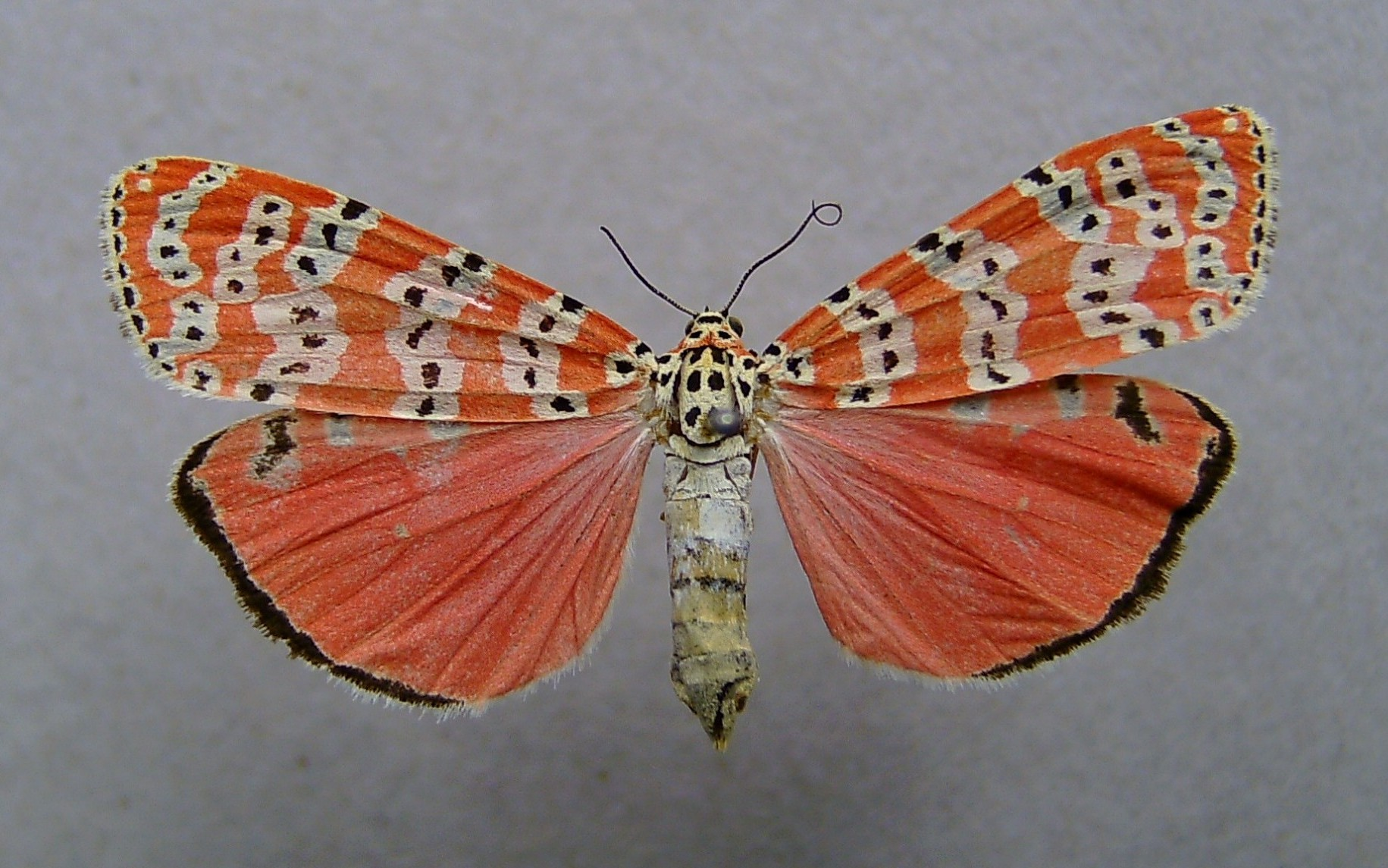
Utetheisa ornatrix
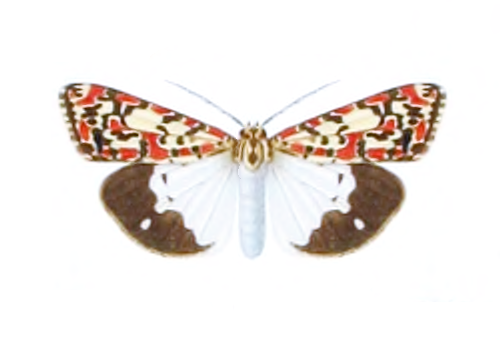
Utetheisa ruberrima
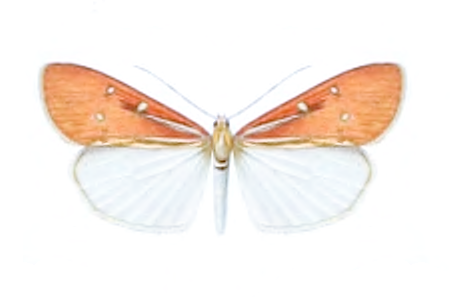
Utetheisa sumatrana